# Chuneola paradoxa
Chuneola paradoxa är en kräftdjursart som beskrevs av Woltereck 1909. Chuneola paradoxa ingår i släktet Chuneola och familjen Chuneolidae. Inga underarter finns listade i Catalogue of Life.